# Haubica górska 3,7-calowa
Haubica górska 3,7-calowa – haubica kalibru 94 milimetry używana przez wojska brytyjskie oraz państw Wspólnoty Brytyjskiej w okresie pierwszej i drugiej wojny światowej.

## Historia

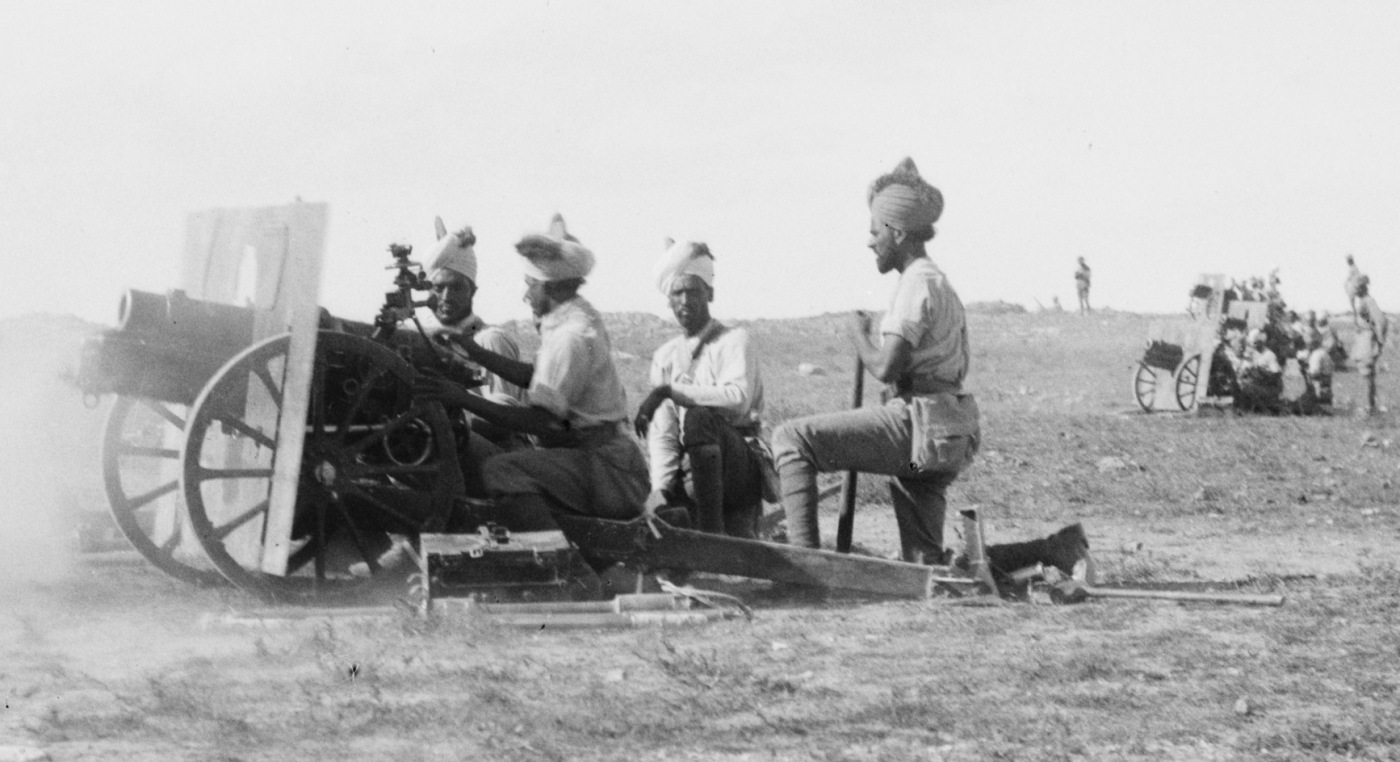
Haubica 3,7 cala Armii Indyjskiej w akcji pod Jerozolimą, 1917 rok; model z kołami drewnianymi

Działo zostało opracowane na zlecenie Armii Indyjskiej w 1910 przez firmę Vickers, ale ze względu na brak funduszy produkcję rozpoczęto dopiero w 1916 roku. Haubica była ostatnim z serii dział górskich o lufach dzielonych w połowie długości i łączonych przed strzelaniem. Celem takiej konstrukcji był podział działa na elementy o wadze nie przekraczającej udźwig pojedynczego muła (poniżej 100 kg).
Nowa broń weszła do służby w marcu 1917 roku i od razu została użyta w konfliktach w Mezopotamii i Afryce Wschodniej. Do 1918 oddziały brytyjskie miały ok. 70 tych dział.
W czasie drugiej wojny światowej służyła przede wszystkim w Birmie, ale także na froncie północno- i wschodnioafrykańskim i włoskim. Przez pewien czas była także na wyposażeniu brytyjskich jednostek powietrznodesantowych, do czasu zastąpienia jej przez lżejszą amerykańską haubicę 75 mm. Royal Marines używali haubic 3,7 calowych jako dział desantowych. Oddziały nowozelandzkie używały tych haubic na Nowej Gwinei, a australijskie – na Guadalcanal.
W 1944 powstał plan zastąpienia jej lżejszym działem 3,3 calowym, ale ostatecznie haubica pozostała w służbie do ostatecznego wycofania w lutym 1960 roku. 

## Opis konstrukcji

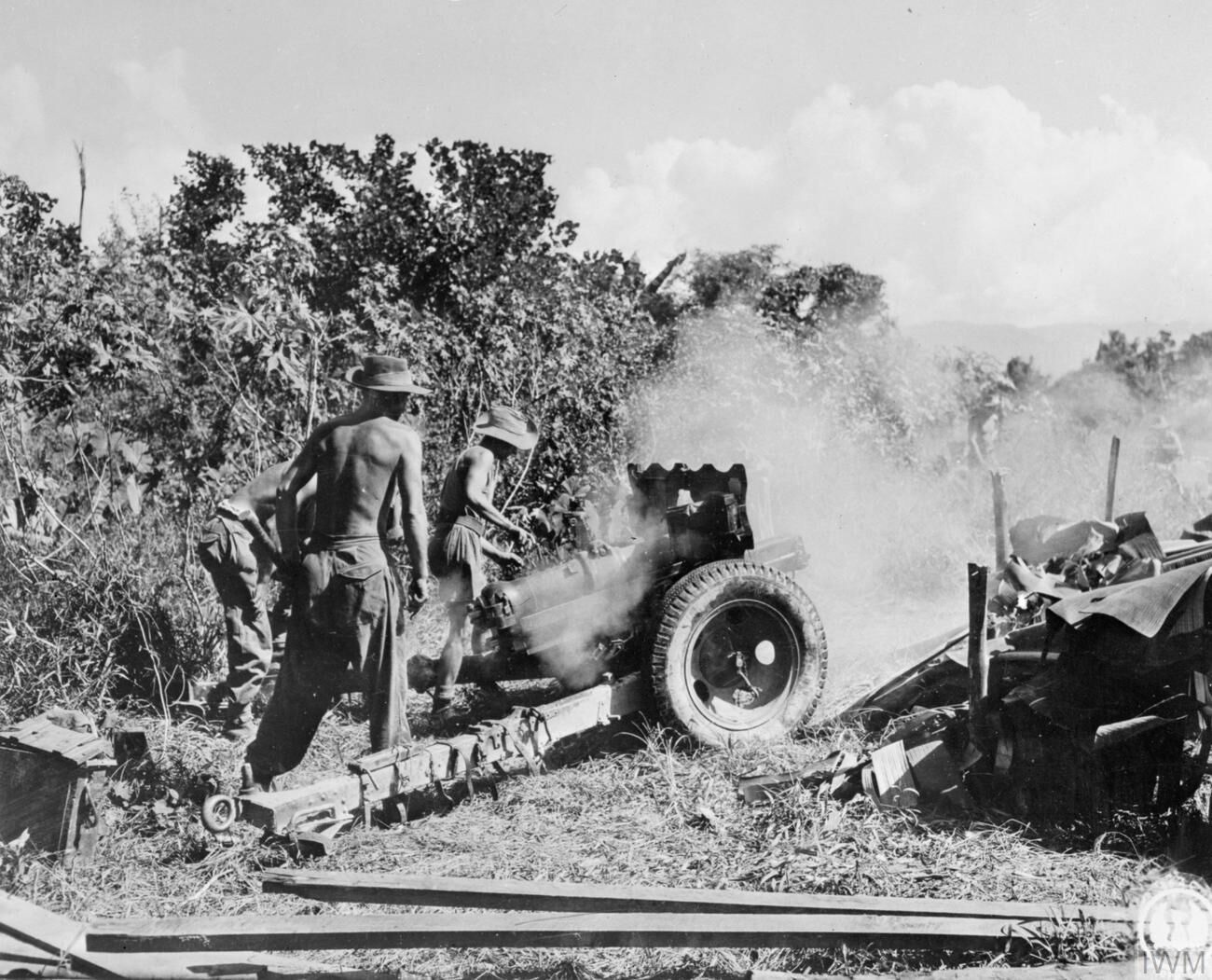
Działo 158. Pułku Artylerii Polowej w Birmie; model przystosowany do trakcji zmotoryzowanej

Haubica była pierwszym brytyjskim działem z dwuogonowym łożem, dzięki któremu miała szeroki kąt ostrzału. Miała też nowoczesny oporopowrotnik hydropneumatyczny, a w okresie międzywojennym wyposażono ją w koła z oponami. Artylerzystów chroniła duża tarcza pancerna. Zamek śrubowy, amunicja składana. 
Haubicę zaprojektowano tak, aby można ją było łatwo rozłożyć na części, które można było transportować na mułach. Największymi elementami była lufa oraz zamek wraz z komorą nabojową, ważące odpowiednio 95 i 98 kilogramów. Pierwsze modele haubicy miały koła drewniane i mogły być ciągnięte przez dwa konie (bez przodka); kół tych używano też w działach transportowanych w juki. Modele na łożach z kołami z oponami pneumatycznymi były dostosowane do trakcji motorowej.
Działo strzelało amunicją składaną, podstawowym typem granatu był pocisk burzący, ważący 20 lb (9 kg), długości 252 mm i zawierający 2 lb (0,9 kg) materiału wybuchowego. Wyprodukowano ich ok. 2,7 mln sztuk. Wyprodukowano też szrapnele, a na potrzeby frontu birmańskiego – pociski kumulacyjne.
W zależności od ładunku prochowego prędkość wylotowa sięgała od 160 m/s (nr 1, minimalny, 90 g prochu) do 293 m/s (nr 5, maksymalny, 272 g); specjalny „super” ładunek miotający pozwalał osiągnąć 360 m/s. Zasięg wynosił odpowiednio od 2070 do 5460 m (6188 m z ładunkiem „super”). Ze względu na konstrukcję łoża dającą cztery punkty podparcia i niwelującą nierówności między nimi, mechanizm podniesienia oraz zróżnicowane ładunki prochowe, działo miało opinię bardzo celnego.
Załogę stanowiło sześciu artylerzystów, w oddziałach używających zwierząt jucznych – dziewięciu.

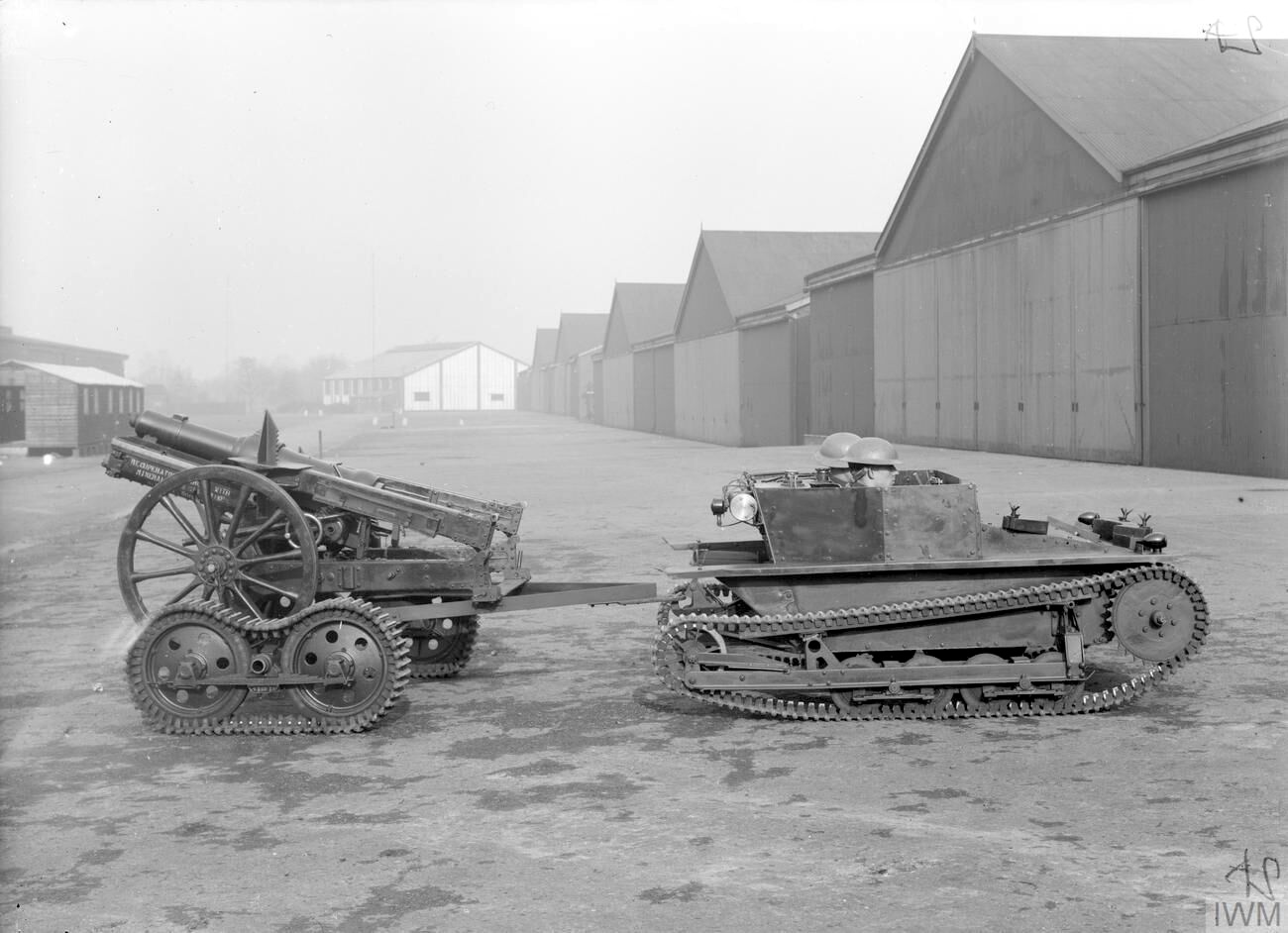
Haubica holowana, na specjalnej przyczepce, przez tankietkę Carden-Loyd